# Coptotettix insularis
Coptotettix insularis är en insektsart som beskrevs av Günther, K. 1935. Coptotettix insularis ingår i släktet Coptotettix och familjen torngräshoppor. Inga underarter finns listade i Catalogue of Life.